# Cyrus (rijwielfabriek)

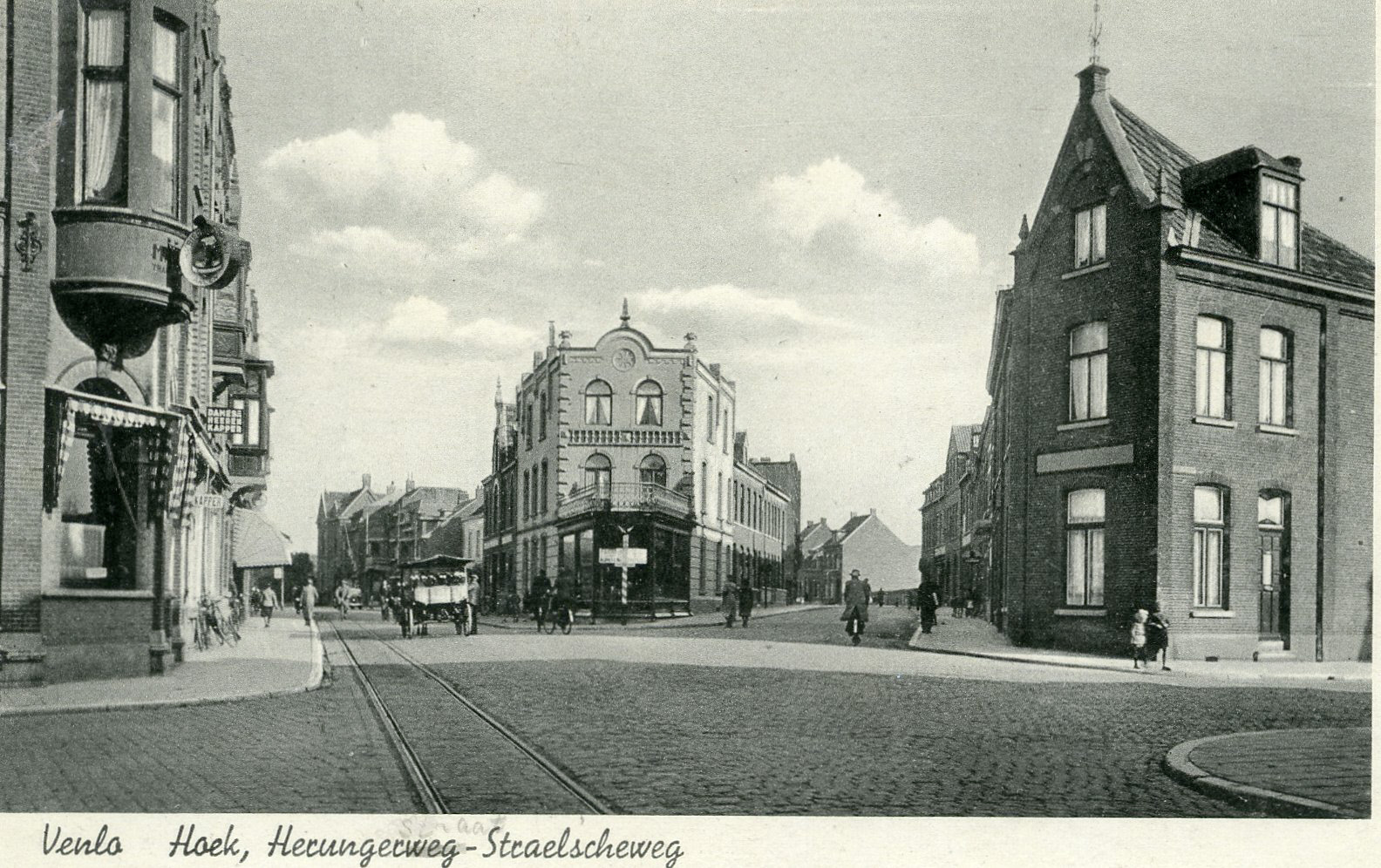
De showroom in 1930 in Venlo, hoek Herungerweg en Straelseweg

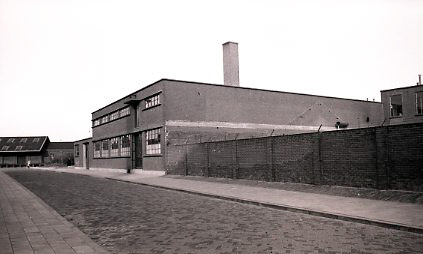
De fietsfabriek in 1950 gelegen in Venlo-Zuid

Cyrus is een historisch Nederlands merk van fietsen, bromfietsen en lichte motorfietsen die werden geproduceerd in de NV Rijwiel- en motorrijwielenfabriek Cyrus, Venlo.
Jacques Franssen produceerde vanaf ca. 1884 rijwielen in Tegelen, maar rond 1898 verhuisde zijn bedrijf naar Venlo. Vanaf 1913 kwamen zijn zonen Pierre en Willy in het bedrijf.
Er werden toen Cyrus-, Valuas- en Excellent-fietsen geproduceerd. In 1921 bouwde Franssen een prototype van een gemotoriseerde fiets met een Snob-viertaktmotor, maar pas in de jaren dertig ging Cyrus ook lichte (onder de zestig-) motorfietsjes en fietsen met hulpmotor maken. Deze fietsen met hulpmotor zouden eigenlijk steeds in het programma blijven.
Rond 1955 maakte men ook scooters met 100- en 150 cc Sachs-blokken. Vanaf die tijd kwamen er ook echte brommers die nog even voorzien werden van Victoria-blokken die al snel werden vervangen door Zündapp- en Sachs-exemplaren.
In 1961 ging Cyrus samenwerken met Empo uit Vorden, om daardoor wat meer marktaandeel in het Noorden van het land te krijgen. Cyrus-modellen kregen zodoende Empo-stickers.
Midden jaren zestig leverde Cyrus 50- 80- en 100 cc-modellen die vooral goed verkocht werden in de Verenigde Staten, Canada en Syrië. Cyrus sloot in 1985 de deuren.